# Torda-Aranyos
Het comitaat Torda-Aranyos (Hongaars: Torda-Aranyos vármegye, Roemeens: Comitatul Turda-Arieș) is een historisch  comitaat in het vroegere koninkrijk Hongarije. Het ligt vandaag in de Roemeense regio Zevenburgen.

## Ligging

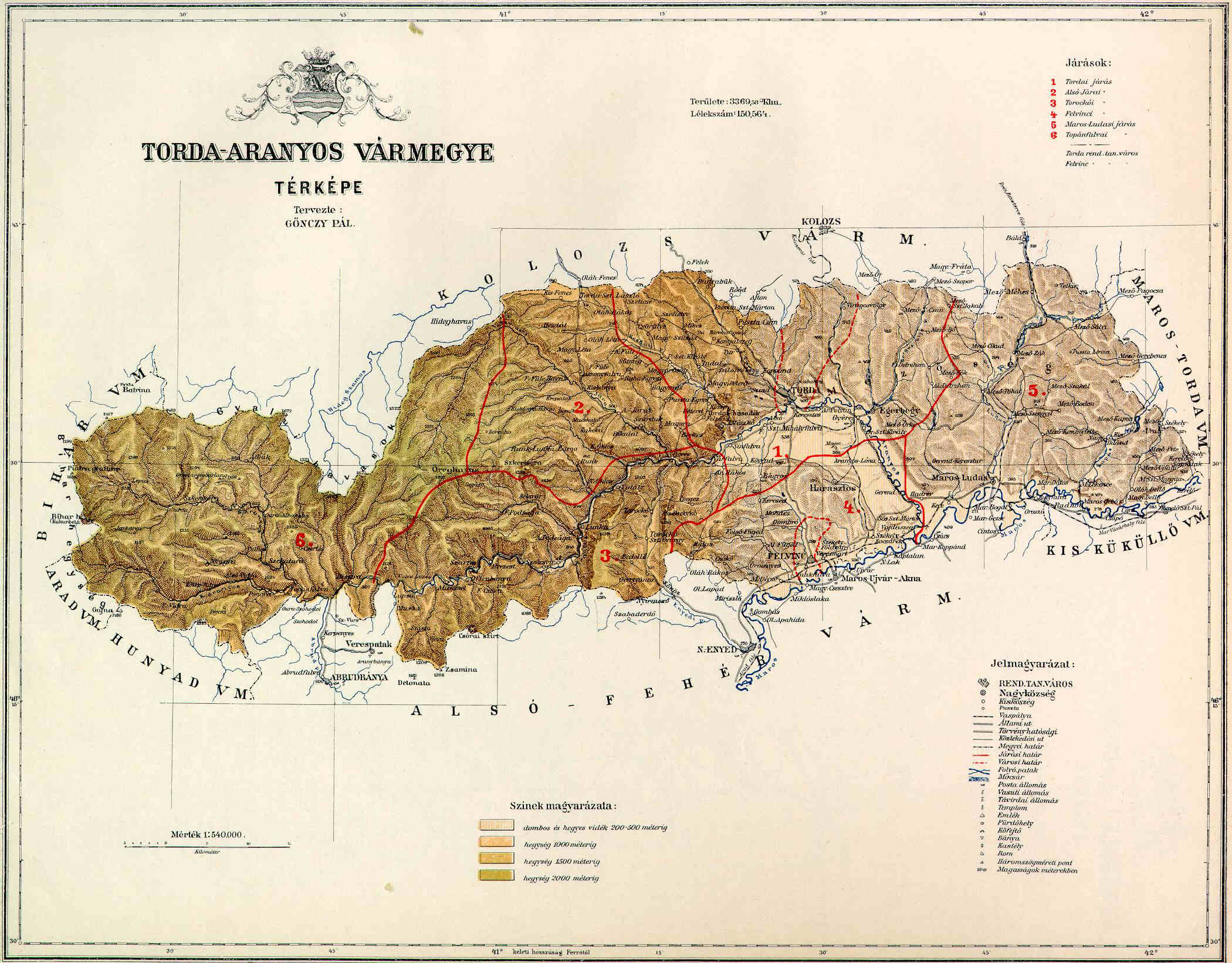
Kaart van het comitaat Torda-Aranyos in 1890

Het comitaat besloeg een oppervlakte van ongeveer 3.500 km². Het gebied wordt doorsneden door de rivier de Aranyos (Roemeens: Arieș) en zijn bijrivieren en is vooral in het westen bijzonder bergachtig, omwille van een uitloper van het Bihargebergte. Torda-Aranyos grensde aan de comitaten Arad, Bihar, Kolozs, Maros-Torda, Kis-Küküllő, Alsó-Fehér en Hunyad.
In 1881 telde Torda-Aranyos 137.031 Hongaarse en Roemeense inwoners, waarvan de meesten actief waren in de akker- of mijnbouw, de veeteelt en de houthandel. Het gebied was rijk aan edelmetalen en mineralen en werd doorkruist door de spoorwegverbinding Kolozsvár-Brassó. De hoofdplaats van het comitaat was de stad Torda.

## Geschiedenis
Het comitaat Torda-Aranyos ontstond in 1876 uit de Szekler-stoel Aranyosszék en delen van het vroegere comitaat Torda. Na het einde van de Eerste Wereldoorlog kwam het gebied door het Verdrag van Trianon in 1920 bij het Koninkrijk Roemenië. Het grondgebied van het comitaat is momenteel verdeeld onder de Roemeense districten Cluj, Alba, en Mureș.

## Districten
| Stoeldistricten (járások) | Stoeldistricten (járások)        |
| Stoeldistrict             | Hoofdplaats                      |
| ------------------------- | -------------------------------- |
| Alsójára                  | Alsójára, tegenwoordig Iara      |
| Felvinc                   | Felvinc, tegenwoordig Unirea     |
| Marosludas                | Marosludas, tegenwoordig Luduș   |
| Topánfalva                | Topánfalva, tegenwoordig Câmpeni |
| Torda                     | Torda, tegenwoordig Turda        |
| Torockó                   | Torockó, tegenwoordig Rimetea    |

| Stadsdistrict (rendezett tanácsú városok) | Stadsdistrict (rendezett tanácsú városok) |
| ----------------------------------------- | ----------------------------------------- |
| Torda, tegenwoordig Turda                 |                                           |